# File Allocation Table
File Allocation Table (FAT) engleski je izraz koji se rabi za vrstu arhitekture spremanja podataka i rabi se kao ime za cijelu obitelj industrijskih standarda za spremanje i indeksiranje podataka u računalnoj industriji. U slobodnom prijevodu file allocation table je tablica za dodjelu datoteka. Vrsta je jednostavne arhitekture za pohranjivanje podataka, koju je lako izvesti i na najjednostavnijim računarskim sustavima. FAT se prvi put pojavio 1977. godine za pohranjivanje podataka na gipkim (floppy) diskovima, i kasnije je ova arhitektura bila rabljena za pohranu podataka na tvrdim diskovima, SD karticama, USB štapićima, digitalnim kamerama, te drugim specijalističkim ugrađenim sustavima. Preko vremena standard FAT se proširivao tako da sada postoje sljedeće standardne arhitekture: 8-bitni FAT, FAT12, FAT16, i FAT32. Osim standardnog FAT postoje mnoge izvedenice koje su više ili manje poznate kao: Turbo FAT, FATX, exFAT, FAT+.  